# Philemon corniculatus
El filemón chillón (Philemon corniculatus) es una especie de ave paseriforme de la familia Meliphagidae. Esta especie es nativa del este de Australia y de Nueva Guinea.

## Subespecies
Se reconoce las siguientes subespecies:
- Philemon corniculatus corniculatus (Latham, 1790)
- Philemon corniculatus monachus (Latham, 1802)